# SLUC Nancy Basket
O Stade Lorrain Université Club Nancy Basket, comumente conhecido por SLUC Nancy Basket, é um clube profissional de basquetebol sediado na cidade de Nancy, Lorena, França que atualmente disputa a Liga Francesa. Foi fundado em 1962 e manda seus jogos no Palácio de Esportes Jean Weille que possui capacidade de 6.027 espectadores.

## Títulos[2]
- 1x  Copa Korać 2001-02
- 2x  Ligas francesas: 2007-08, 2010-11
- 1x  Liga Francesa (2ª Divisão): 1993-94